# Jean Przyluski
Pour les articles homonymes, voir Przyluski.
Jean Przyluski (17 août 1885 au Mans ; 28 octobre 1944 à Mareil-sur-Loir) est un Français d'origine polonaise, linguiste et spécialiste de la philologie bouddhique. 

## Biographie et carrière
D'origine sociale modeste (son père était employé de commerce, sa mère marchande de blanc), Jean Przyluski obtient son baccalauréat de philosophie à Rennes, après quoi il suit les cours d'Henri Hubert et de Marcel Mauss, à l'École pratique des hautes études, ainsi que ceux du sinologue Édouard Chavannes.
Très jeune déjà, l'Extrême-Orient l'attire. En 1907, à l'âge de vingt-deux ans, il obtient le brevet de l’École coloniale, et il part pour Hanoï où il travaille dans l'administration coloniale perfectionnant sa connaissance du vietnamien, ce qui l'amènera à enseigner cette langue à la résidence supérieure du Tonkin en 1909, puis à occuper la chaire de vietnamien de l’École des langues orientales, d'abord professeur suppléant à partir de 1913, puis comme titulaire de 1923 à 1930,.
Entretemps, en 1911, à l'occasion d'un congé en France, il est diplômé en chinois de cette même École. Et en 1911 toujours, il devient Chef de la Section des Affaires indigènes au Gouvernement général de l'Indochine. Sa connaissance du vietnamien et sa grande patience lui valent la confiance et l'affection des Indochinois et lui permettent de mener à bien ce travail .délicat,. En 1912, il est admis Membre correspondant de l’École française d’Extrême-Orient.
En 1913, il rentre définitivement en France et reprend des études avec des maîtres tels que Sylvain Lévi, Antoine Meillet, Louis Finot, ce qui l'amènera à la maîtrise du sanskrit, du pāli et du tibétain .
Docteur ès-lettres en 1923, il devient en 1926 directeur d'études en philologie bouddhique à l'EPHE (section des sciences religieuses), et en 1931 professeur d'histoire et de philologie indochinoises au Collège de France, où il succède à Louis Finot. Il est nommé docteur honoris causa de l'université de Varsovie (Józef Piłsudski) en 1938.
Il meurt prématurément, emporté par une longue maladie, le 28 octobre 1944.

### Famille
Il a épousé Appoline [sic] Pommeret, née le 3 février 1892 à Paris. Le couple a deux enfants : Annette, née le 13 février 1918 à Paris, et André, né à Paris le 16 août 1919, devenu frère Jean de La Croix, et élu, à l'âge de 29 ans, abbé de l'abbaye Sainte-Marie du Désert près de Toulouse,.

## Domaines de recherche
Jean Przyluski a développé une œuvre conséquente: plusieurs monographie importantes, résultats d'enquêtes minutieuses, et quelque deux cents articles. Malgré les apparences, l'ensemble constitue, selon Marcelle Lalou, un tout cohérent autour de la « thèse [de] l'unité et l’universalité du grand complexe européo-asiatique ».
Les contacts étroits qu'il lie avec les Asiatiques lui permettent de développer de comprendre les liens qui unissent rites, croyances, faits de langue, techniques, milieu géographique et économique, et qui en font un tout, et il publie plusieurs articles dans le Bulletin de l’École d’Extrême-Orient.
De plus, Przyluski se montre un très bon historien du bouddhisme. Il mobilise pour cela les sources sanskrites et pālies, mais aussi chinoises et tibétaines, et applique la méthode critiques comparative qu'il a acquise auprès de Sylvain Lévi. En 1920 et 1923, paraissent ainsi deux importantes monographies sur le bouddhisme: la première est consacrée au parinivarna du Bouddha, la seconde, sa thèse de doctorat, une étude sur un texte Sarvâstivâdin (dont il donne aussi la traduction) retraçant la légende du grand empereur Ashoka. À cela vient s'ajouter un travail sur le concile de Râjagriha, dans lequel il relève les témoignages relatifs à cette importante réunion qui se tint après la mort du Bouddha. Przyluski y voit non seulement un concile mais aussi une importante fête religieuse qui commémore un rite saisonnier. Par là, il s'efforce de relier les pratiques bouddhiques avec la tradition brahmanique.
Bientôt, il va élargir son champ d'étude pour se consacrer aux problèmes de la civilisation asiatique, d'Est et Ouest, thème qui restera au premier plan jusqu'à sa mort, mais sans qu'il perde de vue le bouddhisme comme son objet central. Il multiplie pour ce faire les recherches sur les mondes iranien et hittite, cherchant à mettre en évidence l'unité de l'esprit humain par-delà les civilisations. C'est ainsi qu'il considère la société indienne comme un ensemble mouvant où se mêlent influences diverses et éléments ethniques variés, comme autant de facteurs des civilisations asiatiques. Dès lors, la société indienne ne saurait plus être considérée comme un fragment de la civilisation indo-européenne.
Enfin, l'épreuve de la Seconde Guerre mondiale l'amène à essayer sa pensée dans une trilogie philosophique, publiée en 1940, 1942 et 1943. Le premier ouvrage (1940) est une discussion critique de la mentalité primitive de Lévy-Bruhl, tandis que les deux autres titres portent sur la conception de Przyluski sur la culture, l'histoire et la société.
Son dernier ouvrage est consacré à la croyance et aux cultes de la Déesse mère, ultime tentative de montre l’unicité de l’esprit humain au travers de ses manifestations multiples.

## Critique
Louis Renou souligne l'aptitude de Przyluski à utiliser différentes sources et à les mobiliser selon la méthode critique comparative. Mais il relève également que si « Przyiuski demeure une figure originale dans l'orientalisme français[,] [o]n peut exprimer le regret que son œuvre publiée, malgré d'excellentes parties, ne réponde pas pleinement à ce que laissaient espérer sa maîtrise des langues et la rare fertilité de son esprit. »
En effet — toujours selon Renou — si Przyluski mobilise une masse conséquente de faits de langue et de culture, un certain nombre de ses travaux restent au niveau hypothétique et portent la marque d'un certain autodidactisme. D'autre part, certains de ses pairs ont critiqué ses idées contrastées « face à la doxa sur « l’indianisation », c’est-à-dire la contribution civilisatrice de l’Inde sur le continent asiatique ». De plus, les tendances de Jean Przyluski à trouver un dénominateur commun à la pensée humaine l’ont amené à « partager la thèse du linguiste allemand R.P. Schmidt, contestée à l’époque et aujourd’hui dépassée, sur le regroupement des  langues austroasiatiques et des langues austronésiennes dans le super-groupe des langues austriennes ».

## Publications
Il s'agit ici d'une sélection d'études. Pour une liste exhaustive des travaux de J. Przyluski, se reporter, dans la section « Bibliographie », à l'ouvrage de Macdonald et Lalou, 1970.

### Ouvrages
- Le parinirvāṇa et les funérailles du Buddha, Paris, Imprimerie Nationale, 1920, 216 p. (lire en ligne)
- Jean Przyluski, La légende de l'empereur Açoka (Açoka-avadāna) dans les textes indiens et chinois, Paris, Paul Geuthner, 1923, (Étude, p. 1-222; Traduction, p. 223-427) xvi, 459 (lire en ligne)
- Le concile de Rājagṛha. Introduction à l'histoire des canons et des sectes bouddhiques, Paris / Chalon-sur-Saône, Librairie orientaliste Paul Geuthner / Imprimerie française et orientale de E. Bertrand, 1926-1928 (3 vol.), vi, 434 (présentation en ligne)
- Le Bouddhisme, Paris, Rieder, 1932, 79 p.
- La Participation, Paris, Alcan, 1940, 167 p.
- L'Évolution humaine, Paris, Alcan, 1942, 264 p.
- Créer, Paris, Presses Universitaires de France, 1943, 284 p.
- La Grande Déesse. Introduction à l'étude comparative des religions, Paris, Payot, 1950, 219 p.

### Quelques articles
- « Le Nord-Ouest de l'Inde dans le Vinaya des Mūlasarvāstivādin et les textes apparentés », Journal asiatique 4 (1914), p. 493-568. [lire en ligne (page consultée le 6 avril 2021)]
- « La princesse à l'odeur de poisson et la nāgī dans les traditions de l'Asie orientale », Études asiatiques n° 2, 1925, p. 265-284.
- « La ville du cakravartin: Influences babyloniennes sur la civilisation de l'Inde », Rocznik Orjentalistyczny n° 5, 1927, p. 165-185. [lire en ligne (page consultée le 6 mars 2020)]